# Obibo
Obibo (em ibo: Oyigbo, Obigbo ou Obi Igbo) é uma cidade e área do estado de Rios, na Nigéria. Possui 248 quilômetros quadrados e segundo censo de 2016, havia 176 100 residentes.